# Grenier-Montgon
Grenier-Montgon település Franciaországban, Haute-Loire megyében. Lakosainak száma 111 fő (2022. január 1.). Grenier-Montgon Massiac, Blesle, Espalem, Lubilhac és Saint-Beauzire községekkel határos.

## Népesség
A település népességének változása:
| Lakosok száma | 120  | 149  | 129  | 113  | 116  | 114  | 115  | 113  | 112  | 111  |
|               | 1968 | 1982 | 1990 | 2006 | 2013 | 2015 | 2017 | 2019 | 2020 | 2022 |